# Tupilak

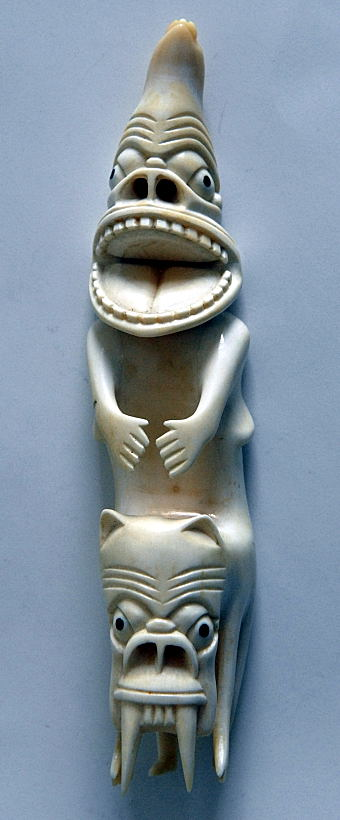
Um tupilak da Gronelândia.

Tupilak, na mitologia inuit, é um monstro criado por alguém com poderes mágicos, que o usa para se vingar de um inimigo.